# Sergei Bragin
Sergei Bragin (* 19. März 1967 in Tallinn, Estnische SSR, Sowjetunion) ist ein ehemaliger estnischer Fußballspieler, der zeitweise in Finnland und Belgien spielte.
Der offensive Mittelfeldspieler gewann dreimal die Torjägerkanone Estland, kam aber dennoch nur auf 12 Länderspiele ab 1993.

## Erfolge
- Estnischer Torschützenkönig: 1992, 1992/93, 1996/97